# Governi Stolypin e Kokovcov

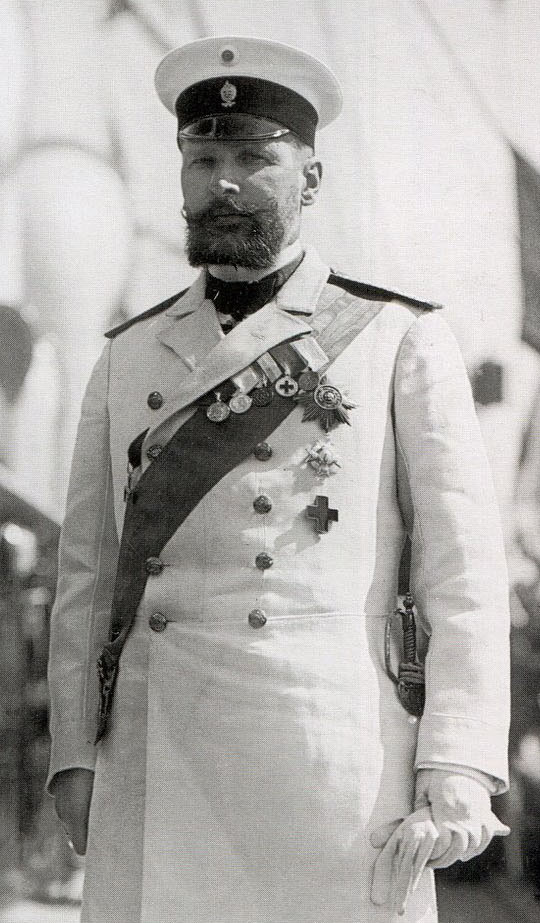
Stolypin in uniforme

I governi Stolypin e Kokovcov rappresentano una fase cruciale della storia della Russia che va dal 21 luglio 1906 al 12 febbraio 1914.

## Il fallimento della seconda Duma
Alle elezioni per la seconda Duma parteciparono anche i partiti della sinistra che, uniti agli indipendenti della stessa area politica, conquistarono la maggioranza dei seggi. Al secondo posto si affermò una labile coalizione dei Cadetti con i gruppi nazionalisti. Anche questa seconda Duma non riuscì a superare gli ostacoli incontrati dal primo parlamento e fu sciolta nel giugno del 1907.
Per le successive elezioni il governo Stolypin introdusse notevoli modifiche alla legge elettorale riducendo in modo massiccio il potere elettorale delle classi popolari e dei non russi e aumentando quello della nobiltà. Questa mossa gli fu possibile grazie al clima di controrivoluzione che era riuscito a instaurare, si tenga conto che negli anni seguenti al 1905 ben 4500 rivoluzionari vennero condannati a morte e impiccati, al punto che la corda del boia veniva chiamata la cravatta di Stolypin. Nella nuova Duma, eletta nell'autunno del 1907, gli Ottobristi ottennero, ovviamente, una schiacciante maggioranza.

## La terza Duma
Malgrado la sua composizione anche questa Duma riuscì ad essere in disaccordo con il governo su svariate questioni comprendenti la composizione dello stato maggiore della marina, lo statuto di autonomia della Finlandia, l'introduzione del sistema degli zemstvo nelle province occidentali, la riforma delle corti di giustizia contadine e l'organizzazione di associazioni sindacali operaie sotto il controllo della polizia. In queste dispute la Duma, con l'appoggio delle famiglie appartenenti alla nobiltà e agli alti ranghi della burocrazia fu spesso più conservatrice del governo mentre in altre occasioni si attestò a difensore della costituzione. La quarta Duma eletta nel 1912 fu simile nella composizione anche se una frazione degli Ottobristi si divise dalla destra per unirsi alla politica del centro.

## La riforma agraria di Stolypin
La più importante iniziativa di Stolypin fu il suo programma di riforma agraria. Questa aveva come obiettivo l'abolizione della proprietà comune della terra nei villaggi (mir) attraverso la divisione delle terre comuni tra i contadini. Il progetto metteva in conto che una grande massa di questi, avendo ricevuto appezzamenti insufficienti per sopravvivere, avrebbe dovuto vendere la propria terra diventando bracciante o riserva di manodopera per l'industria, a vantaggio di piccoli imprenditori agricoli che avrebbero potuto acquistare le terre per meno del loro valore. Stolypin sperava che questa riforma avrebbe creato una classe di proprietari terrieri conservatori e fedeli allo Zar. La maggior parte dei contadini non volle perdere la sicurezza della proprietà comune o permettere che estranei acquistassero le terre del loro villaggio. Nel 1914 solamente il 10% delle comunità contadine ( mir) erano state sciolte.

## Economia
Non di meno l'economia ebbe una ripresa tra il 1907 e il 1914 grazie anche alla formazione di cooperative rurali, di banche e alla nascita di una generazione di capitalisti russi. Nel 1914 la produzione di acciaio eguagliò quella della Francia e dell'Impero austro-ungarico e il tasso d'incremento dell'economia russa fu uno dei maggiori in tutto il mondo. Benché il debito estero rimanesse estremamente elevato esso diminuì percentualmente sul prodotto nazionale lordo grazie anche all'attivo della bilancia commerciale con l'estero. Nel 1911 Stolypin cadde vittima di un attentato e venne rimpiazzato dal ministro delle Finanze Vladimir Nikolaevič Kokovcov. Il nuovo primo ministro benché prudente e abile ebbe l'appoggio dello zar ma non riuscì a contrastare le potenti fazioni di corte che dominavano il governo.

## La politica interna

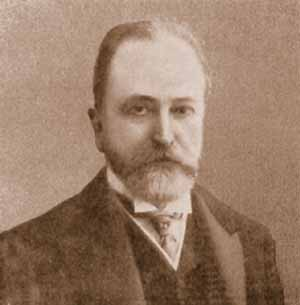
Vladimir Nikolaevič Kokovcov

Gli storici hanno molto dibattuto se la Russia ebbe le potenzialità per sviluppare un governo costituzionale tra il 1905 e il 1914. Parte del fallimento di questo obiettivo può sicuramente essere attribuito allo zar che non volle deporre il proprio ruolo di autocrate e suddividere il potere. Manipolando le leggi sul diritto di voto il governo ottenne via via una Duma più conservatrice ma sempre meno rappresentativa. Comunque molto spesso il governo stesso scavalcò la Duma e governò attraverso decreti.
Durante tutto questo periodo la politica del governo verso i progressisti fu di pura repressione. Gli storici hanno a lungo dibattuto se le riforme di Witte e Stolypin, attuate pienamente, avrebbero potuto salvare l'Impero Russo. Comunque la politica reazionaria della corte unita al quasi totale isolamento dello zar e della burocrazia dal resto della società ostacolarono qualsiasi riforma.
La continua violazione dei diritti civili e il controllo del regime sul sistema giudiziario unito al divieto di organizzazione dei lavoratori crearono le condizioni favorevoli per lo scoppio rivoluzionario del 1917. Neppure la Chiesa ortodossa era lasciata libera di organizzarsi liberamente e discriminazioni e pogrom colpirono i cattolici polacchi, gli ebrei, gli uniati ucraini e i vecchi credenti.